# پابلو گارسیا (بازیکن فوتبال، زاده ۲۰۰۰)
پابلو گارسیا (انگلیسی: Pablo García؛ زادهٔ ۵ ژوئن ۲۰۰۰) بازیکن فوتبال است.